# بين ميتكالف
بين ميتكالف هو عالم بيئة وصحفي كندي، ولد في 31 أكتوبر 1919 في وينيبيغ في كندا، وتوفي في 14 أكتوبر 2003 بسبب نوبة قلبية.